# Skillingmarks socken
Skillingmarks socken i Värmland ingick i Nordmarks härad, ingår sedan 1971 i Eda kommun och motsvarar från 2016 Skillingmarks distrikt.
Socknens areal är 129,2 kvadratkilometer varav 113,07 land. År 2000 fanns här 387 invånare. Kyrkbyn Skillingsfors med sockenkyrkan Skillingmarks kyrka ligger i socknen.   

## Administrativ historik
Socknen har medeltida ursprung. 
Vid kommunreformen 1862 övergick socknens ansvar för de kyrkliga frågorna till Skillingmarks församling och för de borgerliga frågorna bildades Skillingmarks landskommun. Landskommunen uppgick 1952 i Järnskogs landskommun som 1971 uppgick i Eda kommun. Församlingen uppgick 2010 i Järnskog-Skillingmarks församling.
Den 1 januari 2016 inrättades distriktet Skillingmark, med samma omfattning som församlingen hade 1999/2000.
Socknen har tillhört län, fögderier, tingslag och domsagor enligt vad som beskrivs i artikeln Nordmarks härad. De indelta soldaterna tillhörde Värmlands regemente, Jösse kompani.

## Geografi
Skillingmarks socken ligger nordväst om Arvika vid gränsen mot Norge. Socknen är en sjörik skogsbygd med viss odlingsbygd vid sjöarna och vattendragen.
Sjöar i socknen är: Björkelången, Askesjön, Nordsjön, Helgesjön och Tannsjön.

## Fornlämningar
Cirka 15 boplatser från stenåldern har påträffats.

Skillingmarks sockens inofficiella vapen från 2006.

## Namnet
Namnet skrevs 1531 Skeringemark och är ett troligt bygdenamn med efterledet mark, vilket här betyder "gräns(skog)". Förleden är en inbyggarbeteckning (-ing) med oklar tolkning.
Före den 24 april 1914 skrevs namnet Skillingsmarks socken.

## Befolkningsutveckling
| Befolkningsutvecklingen i Skillingmarks socken 1750–1990                                                 | Befolkningsutvecklingen i Skillingmarks socken 1750–1990 | Befolkningsutvecklingen i Skillingmarks socken 1750–1990 | Befolkningsutvecklingen i Skillingmarks socken 1750–1990 | Befolkningsutvecklingen i Skillingmarks socken 1750–1990 |
| --- | -------------------------------------------------------- | -------------------------------------------------------- | -------------------------------------------------------- | -------------------------------------------------------- |
| |                                                          |                                                          |                                                          |                                                          |
| År |                                                          |                                                          | Folkmängd                                                |                                                          |
| 1750 | 1750                                                     |                                                          | 385                                                      |                                                          |
| 1760 | 1760                                                     |                                                          | 416                                                      |                                                          |
| 1769 | 1769                                                     |                                                          | 490                                                      |                                                          |
| 1780 | 1780                                                     |                                                          | 496                                                      |                                                          |
| 1790 | 1790                                                     |                                                          | 581                                                      |                                                          |
| 1800 | 1800                                                     |                                                          | 684                                                      |                                                          |
| 1810 | 1810                                                     |                                                          | 625                                                      |                                                          |
| 1820 | 1820                                                     |                                                          | 752                                                      |                                                          |
| 1830 | 1830                                                     |                                                          | 902                                                      |                                                          |
| 1840 | 1840                                                     |                                                          | 1 007                                                    |                                                          |
| 1850 | 1850                                                     |                                                          | 1 015                                                    |                                                          |
| 1860 | 1860                                                     |                                                          | 1 197                                                    |                                                          |
| 1870 | 1870                                                     |                                                          | 1 147                                                    |                                                          |
| 1880 | 1880                                                     |                                                          | 1 143                                                    |                                                          |
| 1890 | 1890                                                     |                                                          | 1 063                                                    |                                                          |
| 1900 | 1900                                                     |                                                          | 1 002                                                    |                                                          |
| 1910 | 1910                                                     |                                                          | 1 005                                                    |                                                          |
| 1920 | 1920                                                     |                                                          | 1 117                                                    |                                                          |
| 1930 | 1930                                                     |                                                          | 1 175                                                    |                                                          |
| 1940 | 1940                                                     |                                                          | 1 082                                                    |                                                          |
| 1950 | 1950                                                     |                                                          | 943                                                      |                                                          |
| 1960 | 1960                                                     |                                                          | 779                                                      |                                                          |
| 1970 | 1970                                                     |                                                          | 614                                                      |                                                          |
| 1980 | 1980                                                     |                                                          | 528                                                      |                                                          |
| 1990 | 1990                                                     |                                                          | 432                                                      |                                                          |
| Anm: Källor: Umeå universitet - Tabellverket 1749-1859, Demografiska databasen, CEDAR, Umeå universitet. |                                                          |                                                          |                                                          |                                                          |